# Vijaydan Detha
Vijaydan Detha, né le 1er septembre 1926, et mort le 10 novembre 2013 est un écrivain indien originaire du Rajasthan. Auteur prolifique, il est l'auteur de centaines de poèmes et de nouvelles.

## Distinctions
Le prestigieux prix Padma Shri lui a été attribué en 2007 dans la section Littérature et Éducation.
En 2011, Vijaydan Detha était cité parmi les favoris pour l'obtention du Prix Nobel de littérature, qui est finalement attribué à Tomas Tranströmer.

## Adaptation de son œuvre
Son récit Duvidha, inspiré d'un conte du Rajasthan, a été adapté sous le même titre par Mani Kaul en 1973.
Paheli, un film d'Amol Palekar (2005) est une autre adaptation cinématographique du récit Duvidha (Le Dilemme).